# Lisa Marie
Lisa Marie Smith (Piscataway, Nueva Jersey; 5 de diciembre de 1968), más conocida simplemente como Lisa Marie, es una actriz y modelo estadounidense. Es más famosa por sus actuaciones en películas como Sleepy Hollow, Ed Wood, Mars Attacks! o El planeta de los simios, todas ellas bajo la dirección de Tim Burton.

## Biografía e inicios
Lisa Marie Smith, nacida el 5 de diciembre de 1968, fue criada por su padre y sus abuelos, y estudió en una escuela católica. Desde los ocho años comenzó a aprender ballet y piano. A los quince años se mudó a Nueva York para estudiar arte dramático, danza y música. En Nueva York comenzó su carrera como modelo para Robert Mapplethorpe, y fue seleccionada por el fotógrafo Bruce Weber para la campaña del perfume Obsession de Calvin Klein. Sus primeros pasos en el cine fueron dos breves apariciones en Let's Get Lost, el documental de Weber sobre la vida del trompetista Chet Baker, y en la película Alice, de Woody Allen.

## Relación con Tim Burton
La vida personal y profesional de Lisa Marie cambió cuando conoció a Tim Burton en un club nocturno en 1991, inmediatamente después de terminar su contrato como modelo para Calvin Klein. Aparentemente, Tim y Lisa congeniaron al descubrir que los dos habían tenido una experiencia OVNI similar en California. Al año siguiente, en el Día de San Valentín de 1992, se comprometieron, y permanecieron juntos hasta 2001. Durante este período de casi diez años, ella apareció en prácticamente todas las películas del director. En 2000, Lisa Marie fue la anfitriona de la serie del Canal Sci-Fi titulada Exposure.
Muchas de sus primeras películas intentaban enfatizar el físico voluptuoso de Lisa Marie (en especial, Mars Attacks! y Ed Wood), pero trabajos posteriores le han permitido demostrar sus capacidades interpretativas.
Lisa Marie ha aparecido en gran número de revistas, y se ha convertido en una celebrity de Hollywood. Su divorcio de Tim Burton no fue excesivamente amistoso, hasta el punto de que ella le reclama 5,4 millones de dólares como parte de un acuerdo económico que él le prometió.

## Filmografía
- Alice (1990)
- Ed Wood (1994)
- Mars Attacks! (1996)
- Breast Men (1997)
- Frogs for Snakes (1998)
- If... Dog... Rabbit... (1999)
- Sleepy Hollow (1999)
- Tail Lights Fade (1999)
- The World of Stainboy (2000) (voz)
- The Beat Nicks (2000)
- Chasing the Dragon (2000)
- El planeta de los simios (2001)
- We Are Still Here (2015)